# Ibne Albauabe
Alboácem ibne Ali Hilal ibne Albauabe, melhor conhecido somente como ibne Albauabe (Ibn al-Bawwāb - lit. "filho do porteiro") e também mencionado como Assitri (As-sitri), foi um calígrafo e iluminador persa que viveu durante o tempo do Império Buída. Nasceu em data desconhecida durante o século X no Iraque e pertencia a uma família pobre. Apesar disso, recebeu uma educação completa em direito e diz-se que conhecia o Alcorão de cor. Muito provavelmente morreu em 1022 ou 1031 em Bagdá. ibne Albauabe foi reconhecido como mestre em seu tempo e fundou uma escola de caligrafia em Bagdá que existiu até o Cerco de Bagdá de 1258 realizado pelo Império Mongol.
O interesse de ibne Albauabe pela caligrafia foi inspirado pelos alunos de ibne Mucla, um alto oficial e calígrafo de Bagdá que serviu nas primeiras décadas do século XI como vizir. Ele refinou vários dos estilos caligráficos inventados por ibne Mucla e a ele são creditados a invenção do raiani (rayḥānī) cursivo e a escrita muacaque (muhaqqaq). Reputadamente produziu 64 cópias do Alcorão à mão, sendo duas delas muito famosas: uma escrita em raiani e preservada na Mesquita Laleli, em Istambul, um presente do sultão otomano Selim I (r. 1470–1512) e outra preservada na Biblioteca Chester Beatty, em Dublim, Irlanda,